# Schip Ahoi (Duinrell)
Schip Ahoi is een schommelschip in het Nederlandse attractiepark Duinrell.
Het verhaal achter de attractie is dat het schip eigendom van Rick de Kikker is. Tijdens een storm kwam het schip in de problemen en ramde een burcht, waarna het schip bleef schommelen.
Het in 2004 geopend schommelschip kent zes rijen waar bezoekers plaats kunnen nemen, waarvan drie per kant. Om veiligheidsredenen dient elke bezoeker een minimale lengte van 120 cm te hebben.
Schip Ahoi is gebouwd door Metallbau Emmeln.